# Miguel
Miguel (en hebreo: מִיכָאֵל, latinizado: Mī-khā-'Ēl?, lit:¿Quién es como Ēl [Dios]?, en latín se traduce como Quis Ut Deus) es un nombre teofórico de pila de varón.  Sus variantes femeninas son Misaela, Micaela, Miguelina y Miguela.  El apellido patronímico correspondiente es Miguélez.
Es por antonomasia el nombre del arcángel Miguel, por lo cual suele aparecer en la forma Miguel Ángel. De la Biblia donde se toma significado, por lo tanto tiene una connotación religiosa y tradicionalista. En la literatura hebrea, Miguel es el primero de los ángeles, siendo el arcángel por excelencia debido a su victoria frente a los ángeles rebeldes.

## En Estados Unidos y España
Desde hace más de cincuenta años, su versión en inglés, Michael (pronunciado /'maɪ.kl/), ha sido uno de los dos nombres más usados en Estados Unidos. Tanto es así que las estadísticas de este país demuestran que Michael fue el nombre más puesto durante 37 años (de 1961 a 1998) y el segundo más puesto, por detrás de Jacob (Jacobo), de 1999 a 2006. Fue también el nombre más habitual desde 1954 hasta 1959. El año entre los dos grandes periodos que este nombre estuvo en la cúspide, 1960, Michael fue el segundo nombre más común, siendo menos utilizado que David.
En España empezó a ser muy popular a partir del Renacimiento y actualmente es el séptimo nombre de varón más común en España. La traducción vasca del nombre Miguel es Mikel, que es muy popular en el País Vasco.

## Santoral
- 9 de febrero: San Miguel Febres Cordero, hermano ecuatoriano de los Hermanos de las Escuelas Cristianas.
- 10 de abril: San Miguel de los Santos, religioso trinitario español, patrono de la ciudad de Vic.

- 14 de mayo: San Miguel Garicoits, fundador de los Padres del Sagrado Corazón de Jesús de Betharram.
- 22 de mayo: San Miguel Ho Dihn Hy, catequista laico y mártir vietnamita.

- 23 de mayo: San Miguel de Sinada, obispo de Sinada, actual Turquía.
- 7 de agosto: San Miguel de la Mora, presbítero y mártir mexicano.
- 29 de septiembre: Arcángel San Miguel.
- 22 de noviembre: San Miguel de Tver, príncipe de Tver y gran príncipe de Vladímir.

## Variantes en otros idiomas
Albanés: Mëhill, Mhill.
Alemán: Michael, Michel.
Árabe: ميخائيل (Mijaíl).
Armenio: Միքայել (Mikayel).
Asturiano: Micael, Micaela/Mikaela (femenino).
Bretón: Mikael.
Catalán: Miquel, Miquela (femenino).
Checo y Eslovaco: Michal.
Chino (Mandarín): 麥可 (mài kě).
Coreano: 마이클 (ma i keul).
Córnico: Mygal.
Croata: Mihovil, Miho.
Danés: Mikael.
Escocés: Micheal.
Esloveno: Mihael.
Español: Miguel, Misael, Micael / Misaela, Micaela/Mikaela, Miguela y Miguelina (femenino).
Esperanto: Mikelo.
Estonio: Miikael.
Euskera: Mikel, Mikele (femenino).
Finés: Mikko, Mikael.
Francés: Michel / Michèle, Michelle (femenino).
Galés: Meical.
Gallego: Miguel, Miguela (femenino).
Georgiano: მიხეილი (Mijeili).
Griego: Μιχαήλ (Mijaíl), Μιχάλης (Mijalis).
Hebreo: מִיכָאֵל (Mikhael).
Húngaro: Mihály.
Inglés: Michael (hipocorístico Mike, Mick, Mickey) / Michaelle, Michelle (femenino).
Irlandés: Mícheál.
Islandés: Mikael.
Italiano: Michele, Michela (femenino).
Japonés: マイケル (ma i ke ru).
Latín: Michael.
Letón: Miķelis.
Lituano: Mykolas.
Maltés: Mikiel.
Neerlandés: Michiel, Michaël, Maikel.
Polaco: Michał, Michalina (femenino).
Portugués: Miguel, Micael, Miquelino, Miguela , Micaela y Miquelina (femenino); en Brasil se usan además Maicon y Maico (que provienen de la pronunciación inglesa).
Rumano: Mihai.
Ruso: Михаил (Mijaíl); hipocorístico: Миша (Misha)
Serbio: Mihajlo.
Sueco: Mikael.
Tamazight: Mighel.
Turco: Mikail.
Ucraniano: Михайло (Myjáilo).
Corlandés: Mickæl.